# Scaptodrosophila rufuloventer
Scaptodrosophila rufuloventer är en tvåvingeart som först beskrevs av Lamb 1914.  Scaptodrosophila rufuloventer ingår i släktet Scaptodrosophila och familjen daggflugor. Inga underarter finns listade i Catalogue of Life.